# Lekkoatletyka na Letnich Igrzyskach Olimpijskich 1960 – bieg na 400 m przez płotki mężczyzn
Bieg na 400 metrów przez płotki mężczyzn podczas XVII Letnich Igrzysk Olimpijskich w Rzymie rozegrano 31 sierpnia (eliminacje) oraz 1 (półfinały) i 2 września 1960 (finał) na Stadio Olimpico. Zwycięzcą został reprezentant Stanów Zjednoczonych Glenn Davis, który jako pierwszy w historii tej konkurencji obronił tytuł zdobyty cztery lata wcześniej w Melbourne. W finale ustanowił rekord olimpijski uzyskując czas 49,3 s.

## Rekordy

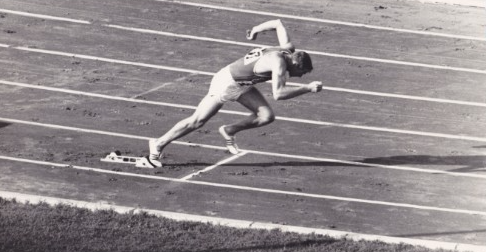
Glenn Davis

|                   | zawodnik    | narodowość        | czas | data                   | miejsce   |
| ----------------- | ----------- | ----------------- | ---- | ---------------------- | --------- |
| Rekord świata     | Glenn Davis | Stany Zjednoczone | 49,2 | 8 sierpnia 1958(dts)   | Budapeszt |
| Rekord olimpijski | Glenn Davis | Stany Zjednoczone | 50,1 | 24 listopada 1956(dts) | Melbourne |

## Wyniki
| Poz. - pozycja |
| – rekord świata \| – rekord krajowy \| – rekord życiowy \| = – wyrównany rekord życiowy \| · – najlepszy wynik w sezonie \| = – wyrównany najlepszy wynik w sezonie \| – rekord olimpijski |
| Fn – falstart \| DNF – nie ukończył \| DNS – nie wystartował \| DSQ – zdyskwalifikowany |

### Eliminacje
Rozegrano sześć biegów eliminacyjnych. Do półfinałów awansowało po dwóch najlepszych zawodników z każdego biegu (Q) oraz dwóch z najlepszymi czasami spośród pozostałych (q).

#### Bieg 1
| Poz. | Zawodnik        | Narodowość        | Rezultat | Uwagi |
| ---- | --------------- | ----------------- | -------- | ----- |
| 1    | Bruno Galliker  | Szwajcaria        | 51,0     | Q,    |
| 2    | Dick Howard     | Stany Zjednoczone | 51,2     | Q     |
| 3    | Anubes da Silva | Brazylia          | 52,1     |       |
| 4    | Max Boyes       | Wielka Brytania   | 52,1     |       |
| 5    | Wiesław Król    | Polska            | 52,4     |       |
| 6    | Mohamed Zouaki  | Maroko            | 55,2     |       |

#### Bieg 2
| Poz. | Zawodnik          | Narodowość        | Rezultat | Uwagi |
| ---- | ----------------- | ----------------- | -------- | ----- |
| 1    | Jan Gulbrandsen   | Norwegia          | 52,2     | Q     |
| 2    | Glenn Davis       | Stany Zjednoczone | 52,2     | Q     |
| 3    | Arnold Maculewicz | ZSRR              | 52,9     |       |
| 4    | George Shepherd   | Kanada            | 53,0     |       |
| 5    | Marcel Lambrechts | Belgia            | 53,5     |       |

#### Bieg 3
| Poz. | Zawodnik              | Narodowość        | Rezultat | Uwagi |
| ---- | --------------------- | ----------------- | -------- | ----- |
| 1    | Clifton Cushman       | Stany Zjednoczone | 51,8     | Q     |
| 2    | Willi Matthias        | Niemcy            | 52,1     | Q     |
| 3    | Keiji Ogushi          | Japonia           | 52,4     |       |
| 4    | Chris Goudge          | Wielka Brytania   | 52,6     |       |
| 5    | Muhammad Yaqub        | Pakistan          | 52,8     |       |
| 6    | Mongi Soussi Zarrouki | Tunezja           | 54,3     |       |

#### Bieg 4
| Poz. | Zawodnik             | Narodowość | Rezultat | Uwagi |
| ---- | -------------------- | ---------- | -------- | ----- |
| 1    | Gieorgij Czewyczałow | ZSRR       | 51,8     | Q     |
| 2    | Salvatore Morale     | Włochy     | 52,0     | Q     |
| 3    | Per-Owe Trollsås     | Szwecja    | 52,3     |       |
| 4    | Wolfgang Fischer     | Niemcy     | 53,2     |       |
| 5    | Dimitrios Skurtis    | Grecja     | 53,7     |       |
| –    | Habib Sayed          | Afganistan | DNS      |       |

#### Bieg 5
| Poz. | Zawodnik         | Narodowość    | Rezultat | Uwagi |
| ---- | ---------------- | ------------- | -------- | ----- |
| 1    | Helmut Janz      | Niemcy        | 51,1     | Q     |
| 2    | Bartonjo Rotich  | Kolonia Kenii | 51,2     | Q     |
| 3    | Jussi Rintamäki  | Finlandia     | 51,5     | q     |
| 4    | Elio Catola      | Włochy        | 51,8     | q     |
| 5    | Fahir Özgüden    | Turcja        | 55,3     |       |
| 6    | Nazzar Al-Jamali | Irak          | 58,0     |       |

#### Bieg 6
| Poz. | Zawodnik           | Narodowość      | Rezultat | Uwagi |
| ---- | ------------------ | --------------- | -------- | ----- |
| 1    | John Metcalf       | Wielka Brytania | 52,1     | Q     |
| 2    | Moreno Martini     | Włochy          | 52,1     | Q     |
| 3    | Boris Kriunow      | ZSRR            | 52,5     |       |
| 4    | Víctor Maldonado   | Wenezuela       | 52,6     |       |
| 5    | Zdzisław Kumiszcze | Polska          | 53,3     |       |
| 6    | Li Po-ting         | Tajwan          | 54,1     |       |

### Półfinały
Rozegrano dwa biegi półfinałowe. Do finału awansowało po trzech najlepszych zawodników z każdego biegu (Q).

#### Bieg 1
| Poz. | Zawodnik             | Narodowość        | Rezultat | Uwagi |
| ---- | -------------------- | ----------------- | -------- | ----- |
| 1    | Glenn Davis          | Stany Zjednoczone | 51,1     | Q     |
| 2    | Jussi Rintamäki      | Finlandia         | 51,1     | Q,    |
| 3    | Helmut Janz          | Niemcy            | 51,4     | Q     |
| 4    | Gieorgij Czewyczałow | ZSRR              | 52,0     |       |
| 5    | Elio Catola          | Włochy            | 52,3     |       |
| 6    | Jan Gulbrandsen      | Norwegia          | 52,4     |       |
| 7    | Moreno Martini       | Włochy            | 52,4     |       |

#### Bieg 2
| Poz. | Zawodnik         | Narodowość        | Rezultat | Uwagi |
| ---- | ---------------- | ----------------- | -------- | ----- |
| 1    | Clifton Cushman  | Stany Zjednoczone | 50,8     | Q     |
| 2    | Dick Howard      | Stany Zjednoczone | 50,8     | Q     |
| 3    | Bruno Galliker   | Szwajcaria        | 51,3     | Q     |
| 4    | Salvatore Morale | Włochy            | 51,3     |       |
| 5    | Bartonjo Rotich  | Kolonia Kenii     | 51,8     |       |
| 6    | Willi Matthias   | Niemcy            | 51,8     |       |
| 7    | John Metcalf     | Wielka Brytania   | 52,5     |       |

### Finał
| Poz. | Zawodnik        | Narodowość        | Rezultat | Uwagi |
| ---- | --------------- | ----------------- | -------- | ----- |
| 1    | Glenn Davis     | Stany Zjednoczone | 49,3     | [ 1 ] |
| 2    | Clifton Cushman | Stany Zjednoczone | 49,6     |       |
| 3    | Dick Howard     | Stany Zjednoczone | 49,7     |       |
| 4    | Helmut Janz     | Niemcy            | 49,9     | [ 5 ] |
| 5    | Jussi Rintamäki | Finlandia         | 50,8     | [ 4 ] |
| 6    | Bruno Galliker  | Szwajcaria        | 51,0     | =     |